# Izumi Tateno
Izumi Tateno (jap. 舘野 泉, Tateno Izumi; * 10. November 1936 in Tokyo) ist ein japanischer Pianist.
Tateno studierte an der Tōkyō Geijutsu Daigaku und ist heute Professor an der Sibelius-Akademie in Helsinki.
Nach einem Schlaganfall während eines Konzerts am 9. Januar 2002 musste er für einige Zeit pausieren. Selbst nach der Rehabilitation litt er noch unter Lähmungserscheinungen der rechten Körperhälfte; seit seinem Comeback im Mai 2004 spielt er daher ausschließlich mit der linken Hand. Zahlreiche Komponisten widmeten ihm speziell auf seine Anforderungen zugeschnittene Stücke.  Tateno gewann viele Preise und Auszeichnungen. Seit dem 17. September 1990 ist er Vorsitzender der Japanischen Sibelius-Gesellschaft (日本シベリウス協会, Nihon Shiberiusu Kyōkai), zu deren Gründungsmitgliedern er zählt.
Tateno wirkt gegenwärtig vor allem in Finnland. In Japan ist er durch die von ihm gespielte Titelmelodie des Fernsehdramas „Taira no Kiyomori“, komponiert von Takashi Yoshimatsu, weithin bekannt geworden.